# تپه ب آقبلاغ سفلی
تپه ب آقبلاغ سفلی مربوط به دوره اشکانیان - سده‌های اولیه دوران‌های تاریخی پس از اسلام است و در شهرستان ورزقان، بخش مرکزی، دهستان ازومدل شمالی، ۳ کیلومتری جنوب روستای آقبلاغ سفلی واقع شده و این اثر در تاریخ ۱۲ شهریور ۱۳۸۶ با شمارهٔ ثبت ۱۹۳۵۱ به‌عنوان یکی از آثار ملی ایران به ثبت رسیده است.